# Giovanni Reale
Giovanni Reale (Candia Lomellina, 15 de abril de 1931 – Luino, 15 de outubro de 2014) foi um filósofo, historiador da filosofia e professor universitário italiano.
Reale propôs uma nova interpretação de Platão assente nas Doutrinas não escritas de Platão. Encabeçando a Escola de Milão, junto à Escola de Tübingen de estudos clássicos, é uma importante referência sobre Platão para muitas escolas. Fez um estudo muito detalhado e observando diversos aspectos de sua obra, viu em Platão a primeira justificativa racional da religião, confirmando portanto o aspecto metafísico no sentido de abstrato, místico e distante da realidade da física e dos problemas do dia a dia de Platão.
Ensinou, por muitos anos, Filosofia Antiga na Universidade Católica de Milão.

## Livros
- Il concetto di filosofia prima e l'unità della Metafisica di Aristotele, Vita e Pensiero, Milão (1961) e depois Bompiani, Milão (2008)
- Introduzione a Aristotele, Laterza, Bari (1974)
- Storia della filosofia antica, 5 volumi, Vita e Pensiero, Milão (1975)
- Il pensiero occidentale dalle origini ad oggi, La Scuola, Bréscia (1983)
- Per una nuova interpretazione di Platone, CUSL, Milão (1984) e depois Vita e Pensiero, Milão (2003)
- Introduzione a Introduzione a Proclo, Laterza, Bari (1989)
- Filosofia antica, Jaca Book, Milão (1992)
- Saggezza antica, Cortina, Milão (1995)
- Eros demone mediatore, Rizzoli, Milão (1997)
- Platone. Alla ricerca della sapienza segreta, Rizzoli, Milão (1997) e depois Bompiani, Milão (2005)
- Guida alla lettura della Metafisica di Aristotele, Laterza, Bari (1997)
- Raffaello: La "Disputa", Rusconi, Milão (1998)
- Corpo, anima e salute, Cortina, Milão (1999)
- Socrate. Alla scoperta della sapienza umana, Rizzoli, Milão (1999)
- Il pensiero antico, Vita e Pensiero, Milão (2001)
- La filosofia di Seneca come terapia dei mali dell'anima, Bompiani, Milão (2003)
- Radici culturali e spirituali dell'Europa, Cortina, Milão (2003)
- Storia della filosofia greca e romana, 10 volumi, Bompiani, Milão (2004)
- Valori dimenticati dell'Occidente, Bompiani, Milão (2004)
- L'arte di Riccardo Muti e la Musa platonica, Bompiani, Milão (2005)
- Come leggere Agostino, Bompiani, Milão (2005)
- Karol Wojtyla un pellegrino dell'assoluto, Bompiani, Milão (2005)
- Autotestimonianze e rimandi dei Dialoghi di Platone alle "Dottrine non scritte", Bompiani, Milão (2008)
- Storia del pensiero filosofico e scientifico, La Scuola, Bréscia (2012)
- Cento anni di filosofia. Da Nietzsche ai nostri giorni, La Scuola, Bréscia (2015)

### Traduções em Português
- O saber dos antigos (Edições Loyola. 4 de outubro de 1999 ISBN 9788515019304)
- História da Filosofia Grega e Romana
  - Volume I: Pré-socráticos e orfismo (Edições Loyola. 10 setembro 2009. ISBN 978-8515036387)
  - Volume II: Sofistas, Sócrates e socráticos menores (Edições Loyola. 10 setembro 2009. ISBN 978-8515000593)
  - Volume III: Platão (Edições Loyola. 9 outubro 2007. ISBN 978-8515033041)
  - Volume IV: Aristóteles (Edições Loyola. 9 outubro 2007. ISBN 978-8515033034)
  - Volume V: Filosofias Helenísticas e Epicurismo (Edições Loyola. 28 março 2011. ISBN 978-8515037865)
  - Volume VI: Estoicismo, ceticismo e ecletismo (Edições Loyola. 28 março 2011. ISBN 978-8515037858)
  - Volume VII: Renascimento do platonismo e do pitagorismo (Edições Loyola. 7 maio 2008. ISBN 978-8515034963)
  - Volume VIII: Plotino e o Neoplatonismo (Edições Loyola. 7 maio 2008. ISBN 978-8515035205)
  - Volume IX: Léxico da filosofia grega e romana (Edições Loyola. 8 abril 2014. ISBN 978-8515040957)